# 女武神

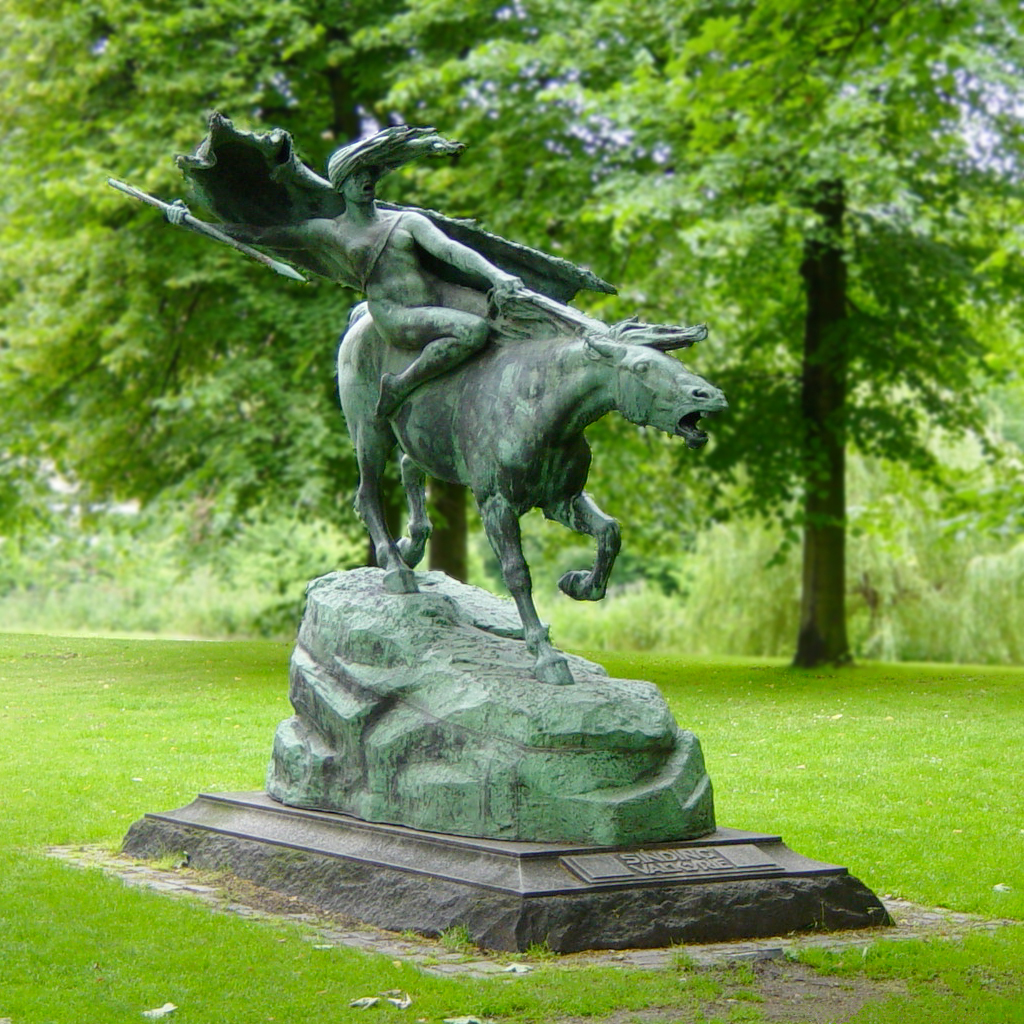
女武神騎乘駿馬的英姿。挪威雕刻家Stephan Sinding（1846-1922）作品。

女武神（Valkyrie [ˈvælˌkɪ.ɹi]；源自古諾斯語 valkyrja [ˈwɑlˌkyr.jɑ]，意為「挑選戰死者之人」）是北歐神話中負責引領戰死者之靈魂至英靈殿的女性神明，以讓他們為了參加末日之戰（諸神的黃昏）做準備。學界有探討關於她們與諾倫女神或狄絲之關係，而以上兩種神明皆是與命運關聯的女神。

## 譯名
「Valkyrie」一詞常見的華語音譯名稱有瓦爾基里、華爾基麗、華爾裘蓮、華爾奇麗雅等。

## 形象與任務

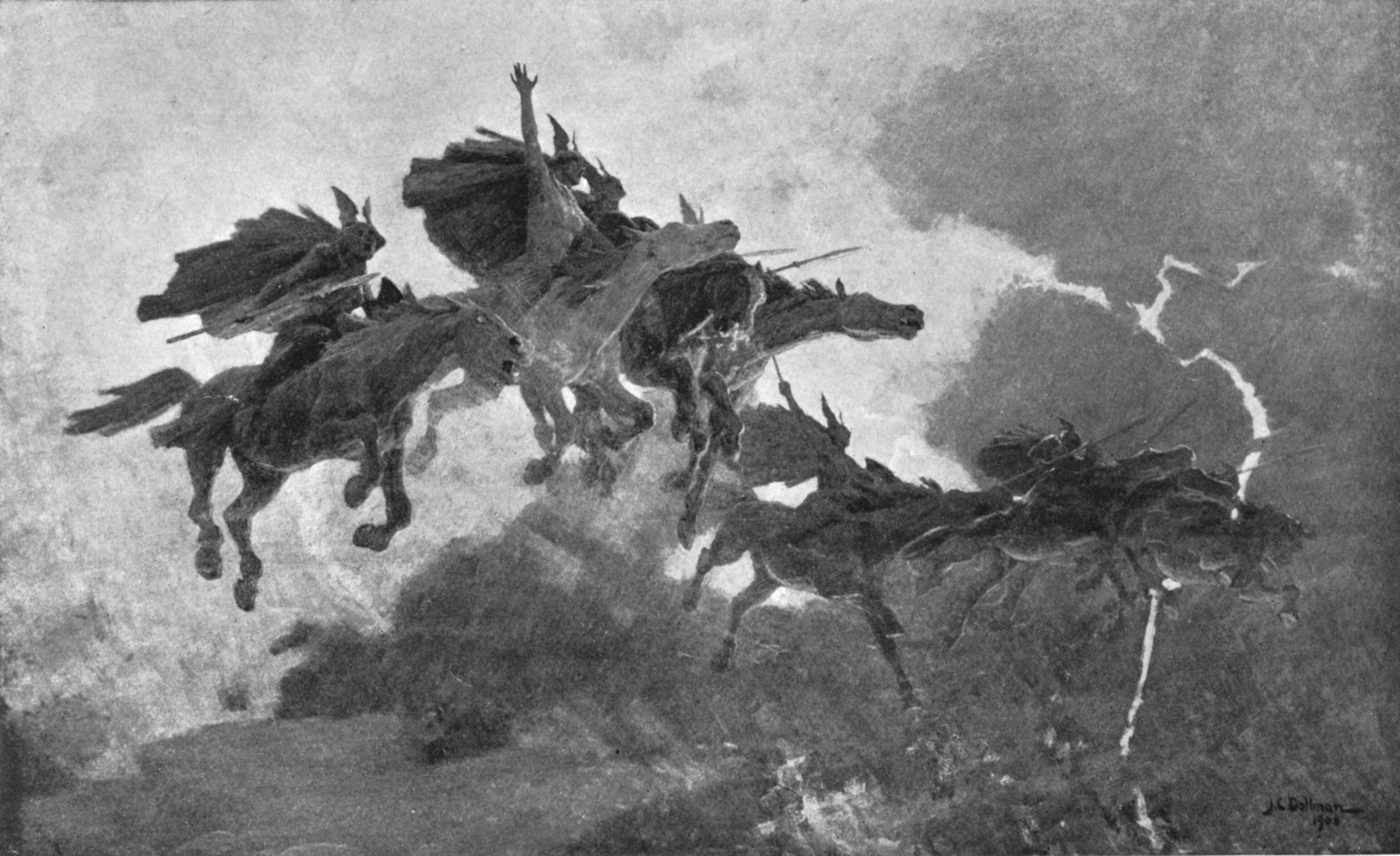
乘驾的瓦尔基丽，（1909）约翰·查尔斯·多尔曼创作

她們一般是來自地上國王的女兒，或是奧丁自己的女兒，或是發誓侍奉奧丁而被諸神選中上天的處女戰士。她們被稱為「好戰處女」。她們在戰場上賜與戰死者美妙的一吻，並引領他們帶往英靈殿。這麼做的目的是為了在諸神的黃昏來臨之前，擴充神域的兵力以應付戰場所需。
她們的形象是：戴著金盔或銀盔，穿血紅色的緊身戰袍，頭上戴著以羽毛裝飾或鳥翼型的頭盔，拿著發光的矛和盾，騎著小巧精悍、會飛的白馬。一般人相信她們是霧或雲的人格化。而她們騎的白馬，人們想像馬的鬃毛間能夠落下霜和露，因此這些馬也受到人們尊敬。在北歐人看來，瓦爾基麗們和她們的馬都是有惠於人類的。而北極光有時亦被認為是瓦爾基麗們驅馬在夜空中奔馳時，鎧甲閃耀的光芒。
瓦爾基麗們不單在陸地的戰場上挑選勇敢的戰死者，她們也到海上，從沉沒的大龍船裡挑選將死的勇敢的維京人。在英靈殿，服侍這些戰士的靈魂也是女武神的任務之一。另有一說，負責殿上侍奉的是荷瑞絲特、密絲特和斯露德三人。
她們具有化身為天鵝的魔力，有人說是費爾加是其原型。

## 人數

### 冰島文學中的記載

守值的女武神，（1906）爱德华·罗伯特·休斯创作

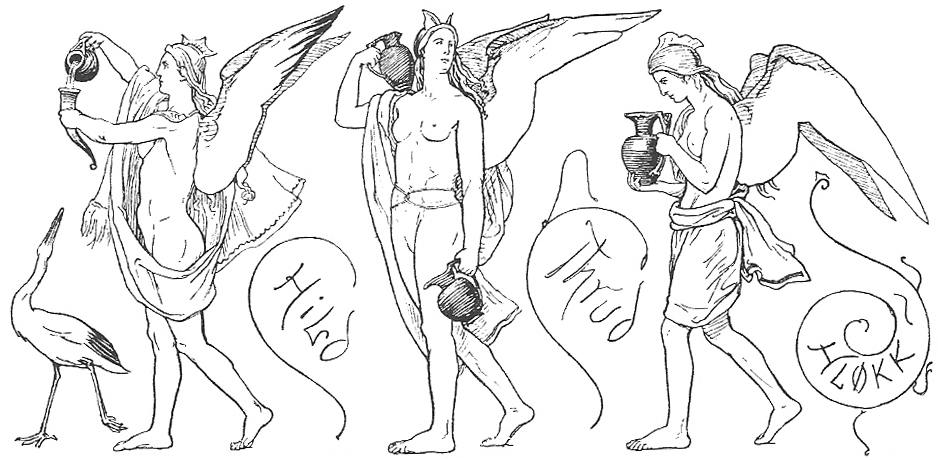
女武神希露德、斯露德和赫萝克在瓦尔哈拉饮酒图，劳伦斯·弗洛里希创作（1895）

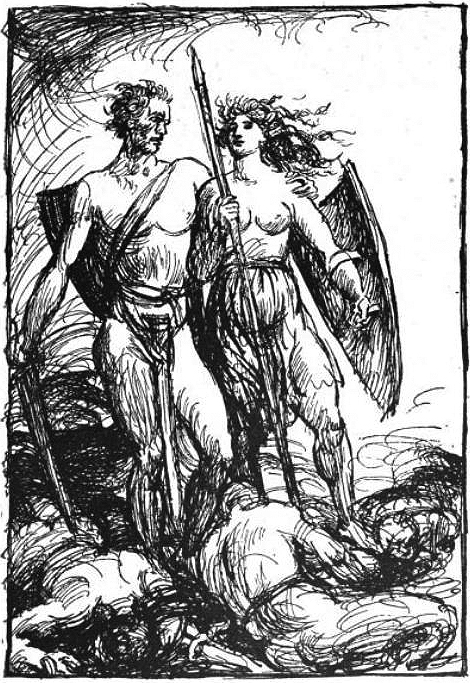
海尔吉·匈丁斯巴纳和西格荣，（1919）罗伯特·恩格斯创作

女武神的人數，各種傳說的說法不一；最多是十六個，最少是三個，但一般則說是九人。又有的傳說中描述她們的領袖是愛神弗蕾亚或諾倫三女神中的詩寇蒂。由於版本不同，女武神的名字也有差異。現將所有見於記載的名字盡量列舉如下：
| 中譯名稱     | 英文表記  | 古北歐文           | 意涵           | 註釋                     |
| ------------ | --------- | ------------------ | -------------- | ------------------------ |
| 亞爾薇特     |           |                    | 全知           |                          |
| 布倫希爾德   |           |                    |                | 愛人為民族英雄齊格魯德   |
| 潔蘿露爾     |           | Geirôlul           | 提槍衝鋒者     |                          |
| 潔爾詩科古爾 |           | Geirscögul         | 投矛時刻       |                          |
| 格蕾         |           | Gôll               | 吵鬧者         |                          |
| 格恩達爾     |           | Göndul             | 魔力持有者     |                          |
| 古娜         |           | Gunnr              | 戰鬥           |                          |
| 古絲         |           |                    |                |                          |
| 海芙約特     |           | herfiôtur          | 威嚇的軍勢     |                          |
| 赫爾薇爾     |           |                    | 軍隊守護神     | 和亞爾薇特可能為同一人   |
| 希露德       |           |                    | 決鬥           |                          |
| 荷拉德古娜   | Hladgunnr | Hlaðguðr或Svanhvít | 天鵝般的純潔   |                          |
| 荷拉斯古絲   |           |                    | 帶王冠的女戰士 |                          |
| 赫蘿克       |           | Hlôcc              | 武器搜集者     |                          |
| 荷瑞絲特     |           |                    | 激動者         |                          |
| 密絲特       |           |                    | 迷霧           |                          |
| 奧爾露恩     |           | Ôlrún              | 盧恩神文通曉者 |                          |
| 蘿塔         |           | Róta               | 長矛           |                          |
| 蘭蒂格瑞絲   |           | Randgriðr          | 盾牌破壞者     |                          |
| 拉絲格瑞絲   |           | Ráðgriðr           | 計劃破壞者     |                          |
| 瑞吉蕾芙     |           |                    | 聖跡           |                          |
| 希格德莉法   |           |                    | 勝利賜予者     | 和布倫希爾德可能為同一人 |
| 希格露恩     |           | Sigrún             |                |                          |
| 詩嘉古爾     |           | Skögul             | 戰爭           | 奧丁的斟酒侍女           |
| 斯克嘉莉德   |           | Sceggiôld          | 戰斧時刻       |                          |
| 詩寇蒂       |           | Skuld              | 必要性         | 諾倫三女神之一           |
| 斯薇法       |           | Sváfa              |                |                          |
| 斯露德       |           | Þrúðr              | 強者           | 索爾的女兒               |

### 《尼伯龍根的指環》
在華格纳的歌劇《尼伯龍根的指環》中眾神之長佛旦（Wotan，等同北歐神話中的奧丁）的女兒們，除了布倫希爾德之外，其他八位女武神皆為華格纳杜撰：
| 中譯名稱   | 英文表記 | 德文表記 | 日文表記 | 意涵           |
| ---------- | -------- | -------- | -------- | -------------- |
| 布倫希爾德 |          |          |          | 披鎧甲臨戰者   |
| 潔希德     |          |          |          | 持槍而戰者     |
| 奧特琳德   |          |          |          | 劍鋒           |
| 瓦爾特洛緹 |          |          |          | 戰場上的勇敢者 |
| 史維特萊德 |          |          |          | 揮劍者         |
| 荷姆薇潔   |          |          |          | 戴盔臨戰者     |
| 齊格魯娜   |          |          |          | 勝利的咒文     |
| 葛琳潔德   |          |          |          | 以甲冑護身者   |
| 羅絲薇瑟   |          |          |          | 騎白馬者       |

此外，這個單字，因為納粹德國的7月20日密謀案之「女武神行動」，而大為知名。

## 近現代文化的女武神

### 汽車
- 奧斯頓馬丁最新型混合動力跑車女武神，代號為AM-RB 001，預計在2018發表。[1]

### 軍事
- 美國空軍實驗轟炸機

### 電腦
- 中國大陸電腦散熱器品牌瓦爾基里（Valkyrie，簡稱VK），旗下產品皆融入了北歐神話與二次元文化設計而崛起。[2][3]

### 歌劇
- 尼伯龍根的指環

### 漫畫和動畫
- 超時空要塞中的初代可變型戰鬥機VF-1女武神。
- 銀河英雄傳說（田中芳树）中，银河帝国方单人战斗艇。
- 機動戰士高達 鐵血的孤兒中，蒙特商會所屬的葛琳潔德及加拉爾號角所屬的轉生型荷姆薇潔。
- 史上最強弟子兼一中原諸神黃昏第八拳豪「南條紀沙羅」，因其「將敗於我之人收為麾下」而得其名，跆拳道功夫了得，並結合了貓的動作，創造出「貓拳道」。
- 戰鬥陀螺Burst中, 主角蒼井霸斗所持有之戰鬥陀螺均以女武神「Valkyrie」命名。
- 終末的女武神中，以布倫希爾德為首的十三名女武神，多半會化身人類代表方鬥士的武器或裝備，輔助人類鬥士對抗神明。
- 一勝千金中，包含本鄉姬奈在內的主角群，所屬女性裏格鬥界團體名為「女武神」。
- 86—不存在的戰區—中，齊亞德聯邦研發的載人戰鬥機甲，它的武裝配置也參考了聖瑪格諾利亞共和國研發的M1A4「破壞神」，裝備了高周波刀或12.7mm重機關槍作為近戰用副手臂，背部槍架上則可以裝載88mm滑腔砲或大型機關砲等試作武裝。腿部裝有對裝甲的抗打機。

### 游戏
- 女神側身像：是日本tri-Ace遊戲開發公司製作，SQUARE ENIX（原ENIX）遊戲公司發行的一個遊戲系列。主角蕾娜絲·瓦爾基里為視角。故事地點為米德格德大陸，敘述了主神奧丁為了迎接諸神的黃昏的神界決戰而派遣女武神蕾娜絲到人間收集戰士英靈的事跡。
- 戰場女武神、戰場女武神2、戰場女武神3、戰場女武神REMASTER、戰場女武神4系列中的6名女武神（瓦爾裘利亞／Valkyria）人物（艾莉西亞‧梅露琪奧特、賽爾貝莉雅、愛麗雅絲、里艾菈‧瑪爾榭利斯、克萊瑪莉亞、安潔莉卡）。
- 鬥陣特攻：網路遊戲鬥陣特攻角色中慈悲擁有女武神的造型和語音有一句是：「為了英靈殿」（Till Valhalla）。
- 魔獸世界：網絡遊戲魔獸世界中有女武神瓦格裏作為怪物和NPC。
- 星海爭霸：怒火燎原：女武神飛彈護衛艦為人族機構UED研製的空對空單位，武裝為八連發叢集飛彈，可造成範圍傷害。
- Fate/Grand Order：布倫希爾德以「Lancer」的職階出現，她作为瓦尔基里中的特例被独立召唤，其它瓦尔基里則不会被单独召唤；其後其它瓦尔基里當中的三位个体，斯露德、希露德与奥特琳德作为瓦尔基里並同樣以「Lancer」的職階召唤。
- 崩壞3rd：遊戲天命組織對旗下女性戰士都稱呼為女武神，並分為B級、A級、S級三個位階，目前S級女武神僅有三位。
- 部落衝突：三级闇黑訓練營解鎖，一級消耗50滴闇黑重油。手持雙面斧頭的瓦基麗女武神，攻擊連著的建築物的同時也能攻擊近戰兵隊。
- 部落衝突:皇室戰爭:屬於稀有卡牌，消耗4滴聖水(最大容量為10滴)。在埋骨深淵競技場從寶箱及商店中解鎖，和部落衝突一樣，手持雙面斧頭的瓦基麗女武神，能對敵軍造成範圍傷害，即使正在攻擊公主塔或國王塔，同時她也能帶着範圍傷害攻擊近戰敵軍或在公主塔及國王塔附近的遠戰敵軍。
- 神魔之塔：聖酒女武神系列，當中包含詩嘉古爾、絲克嘉莉德、潔蘿露爾、斯露德、格恩達爾。
- 天使帝國：主角所在陣營的「瓦爾克麗」族。
- 漫威:未來之戰：可使用角色。
- 偶像夢幻祭:由兩人（齋宮 宗cv：高橋 広樹、影片 美伽cv：大須賀 純）組成的名为Valkyrie的组合。组合歌曲《礼赞歌》多次引用北欧神话。
- 榮耀戰魂：網絡遊戲榮耀戰魂中有女武神作為維京陣營中可運用角色，持小型盾牌以及長矛。
- 偶像大師 灰姑娘女孩 星光舞台：遊戲為音樂節奏類，2016年4月30日的活動Live Groove：Visual burst推出歌曲生存本能ヴァルキュリア（生存本能Valkyrie），由新田美波（CV：洲崎綾）、鷺澤文香（CV：M·A·O）、橘愛麗絲（CV：佐藤亞美菜）、高森藍子（CV：金子有希）、相葉夕美（CV：木村珠莉），及後收錄於CD THE IDOLM@STER CINDERELLA GIRLS STARLIGHT MASTER 04 生存本能ヴァルキュリア。
- 戰神 (2018年遊戲）：要求玩家擊敗8位女武神和女武神之王希格露恩。
- 戰神：諸神黃昏：要求玩家擊敗3位女武神和女武神之王蓋娜。
- WARFRAME：有關於一款以Tenno為故事線上遊戲，這款遊戲有套戰甲叫做Valkyr(瓦爾基里)，Valkyr是在更新11中引入的一款具有狂戰士風格的戰甲。被體內的狂怒所引導，她的攻擊能殘忍地撕碎獵物。她的戰吼，宛如被折磨時發出的悲鳴，打破了沉寂，向人們展示了Tenno的存在。
- 虹彩六號：圍攻行動 : 其中防禦型美國海軍三棲特戰隊幹員名為Valkyrie，其技能為凸輪攝影機 Mk 2「黑眼」是一種能快速佈署的附著型攝影機，可以再任何錶面上固定運作。佈署之後，所有隊伍成員均可以使用其監控功能。可以360無死角的選轉、調整鏡頭的速度也較一般攝影機為快。影像呈現稍稍受到外殼影響而具有藍色調。不過就和一般攝影機一樣，也是能被敵人摧毀。
- 神話世紀：戰役女英雄單位：瑞吉蕾芙，投擲標槍遠程攻擊敵人，反制神話單位。治療盟友單位。
- 数码宝贝：瓦尔基里兽，基于在北欧神话中女武神的战士型数码寶貝。是「数码兽网点阵绘画大赛」中千叶县「田村直久」的数码兽获奖作品，因此被采用。
- Apex Legends: 瓦爾基里- 有翼復仇者 (真實姓名    今原香衣璃) 戰術技能:飛彈天降 被動技能:垂直起降噴射器 絕招:天際俯衝。

### 電影
- 行動代號：華爾奇麗雅：反映刺殺希特勒的7月20日密谋案的电影，湯姆·克魯斯主演。
- 雷神索爾3：諸神黃昏：電影角色之一，由泰莎·湯普森飾演。

### 電視劇
- 妖女迷行：第三季中的角色Tamsin即為一隻Valkyrie，擁有影響人類神經使其產生恐懼和疑惑的能力。